# Thorkil den Høje
Thorkil den Høje eller Torkel den Høje, Thorkild Jarl, Torkild den Høje og en række andre varianter (norrønt Þorkell hávi og Thorkell the High i Angelsaksiske Krønike) var en fremtrædende jomsviking og jarl i Danmark som England, der var virksom i slutningen af det 10. århundrede og begyndelsen af det 11. århundrede. Han var søn af Strut-Harald og bror til Sigvald Jarl, Hemming Haraldsen (es) og Tófa. Thorkil var høvding over jomsvikingerne og deres legendariske fæstning Jomsborg. Han tilskrives også at have modtaget den unge Knud den Store og at have Knud med på togt. I Encomium Emmae fra begyndelsen af 1040'erne beskrives Thorkil som en stor kriger og leder.
Thorkil deltog i et stort krigstogt i Kent i 1009, hvor de plyndrede i store dele af Sydengland. Det kulminerede i belejringen af Canterbury i 1011 og kidnapningen af ærkebiskop Ælfheah , der tidligere havde omvendt Olaf Tryggvason, og Ælfheah blev myrdet i Greenwich den 19. april 1012.
I 1017 blev han af Knud den Store udnævnt som jarl af East Anglia og efter et kortere skisma mellem Knud og Thorkil i begyndelsen af 1020'erne, lod kong Knud  i 1023 Thorkil udnævne til jarl af Danmark med ansvaret for opdragelsen af kongens søn Hardeknud. Det varede dog kun et halvt til et helt års tid, før vi hører, at Knud udnævnte en ny jarl i Danmark, og efter 1024 er det temmelig usikkert, om kilderne har noget sikkert at melde om Thorkil den Høje. Han kan muligvis være død så sent som 1039.